# Anna Holm Baumeister
Anna Holm (voorheen Baumeister en Jørgensen (29 december 1987) is een Deense atlete. Haar primaire disciplines zijn marathons, halve marathons, 10.000 m, 5000 m en veldlopen. 

## Loopbaan
Holm rent voor Sparta Athletics, waar haar grootvader, Knud Erik Jørgensen, gedurende lange tijd haar coach was. 
Ze nam deel aan de Olympische Spelen in Rio 2016 op de marathon, waar ze 55de werd. 
Holm heeft meer dan tien Deense kampioenschappen gewonnen en zeventien van de 21 Deense jeugdkampioenschappen waaraan ze heeft deelgenomen. Ze heeft ook het U20 Nordic Championship gewonnen in de 5 km cross. Ze heeft ook deelgenomen aan verschillende internationale kampioenschappen, zowel het wereldkampioenschap halve marathon in 2012 en 2014, de Europese kampioenschappen van 2016 en het Europees Kampioenschap Cross in 2015 en 2016. 
Ze debuteerde op de marathon met 2:39.13 uur in 2014 op de Frankfurt Marathon. Haar snelste tijd op de marathon is 2:33.02, in de Marathon van Frankfurt 2017. 

## Privé
Anna Holm is opgegroeid op Bornholm als dochter van voormalige Deense hardlopers Henrik Høve Jørgensen en Mette Holm Hansen. Henrik Høve Jørgensen won de marathon van Londen in 1988 en is houder van het Deense marathonrecord (2:09.43).

## Records

### Deense records
19 jaar indoorrecords: 
- 3000 m: 9.47,11

18 jaar indoor records: 
- 3000 m: 10.08,45

17 jaar records: 
- 2000 m: 6.12,2
- 5000 m: 16.55,43

16 jaar records: 
- 5000 m: 16.45,2

15 jaar records: 
- 5000 m: 17.09,6

14 jaar records: 
- 5000 m: 17.34,2

### Persoonlijke records
- 800 m: 2.12,96 (2005)
- 1500 m: 4.27,86 (2005)
- 3000 m: 9.13,92 (2015)
- 5000 m: 16.10,19 (2016)
- 10.000 m: 33.56,55 (2016)
- 10 km: 33.31 (Odense, 2017, race van punt naar punt)
- Halve marathon: 1:12.56 (halve marathon van Kopenhagen, 2017)
- Marathon: 2:33.02 (Marathon van Frankfurt, 2017)